# Salvador Allende, Nayarit
Salvador Allende är en ort i Mexiko.   Den ligger i kommunen Tepic och delstaten Nayarit, i den centrala delen av landet, 600 km väster om huvudstaden Mexico City. Salvador Allende ligger 175 meter över havet och antalet invånare är 258.
Terrängen runt Salvador Allende är kuperad. Runt Salvador Allende är det ganska tätbefolkat, med 199 invånare per kvadratkilometer. Närmaste större samhälle är Puga, 14,7 km sydost om Salvador Allende. I omgivningarna runt Salvador Allende växer i huvudsak lövfällande lövskog.